# Francesco Saverio Fava

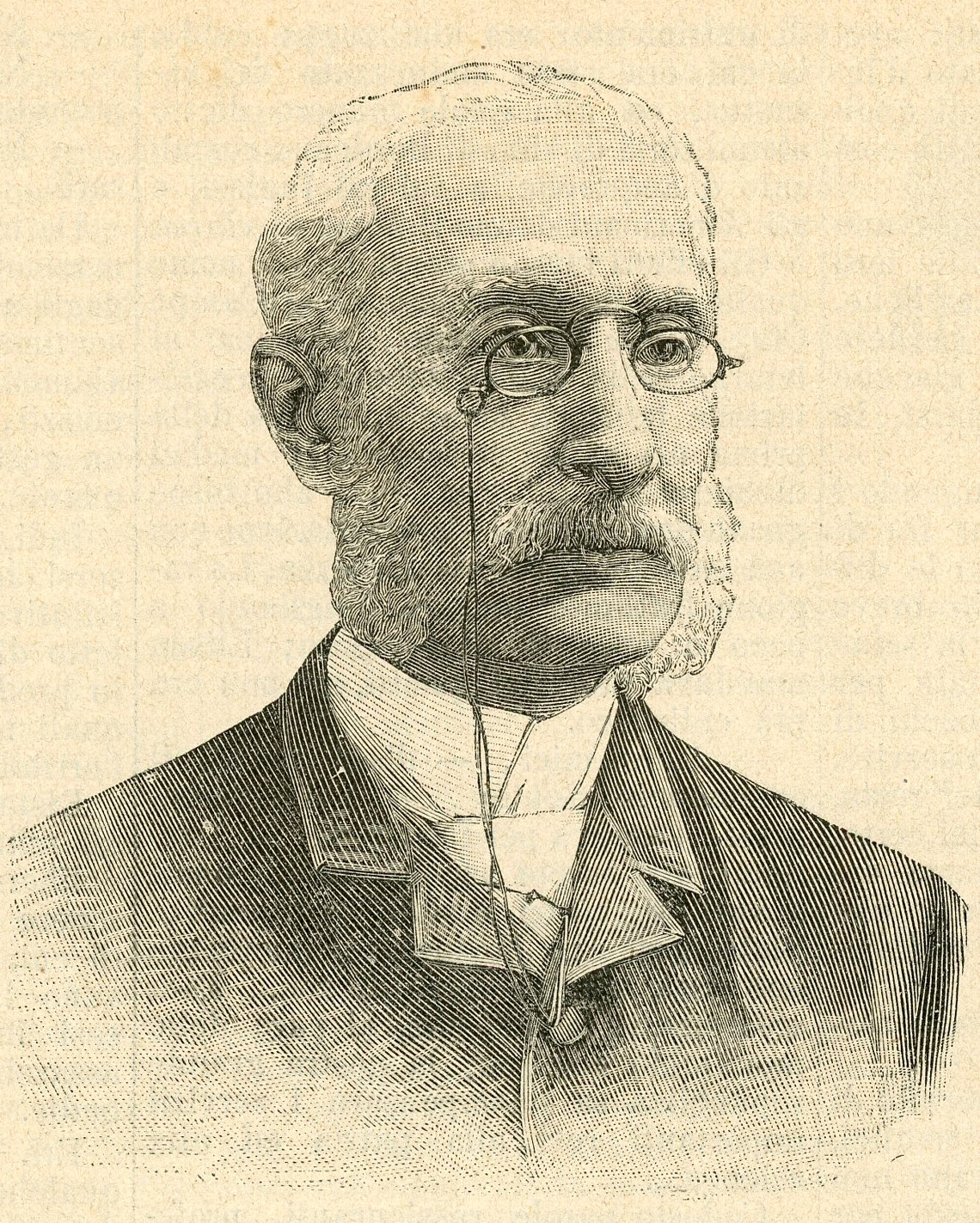
Francesco Saverio Fava (1891)

Conte Francesco Saverio Fava, Barone, Patrizio di Amantea (* 7. Juli 1832 in Salerno; † 2. Oktober 1913 in Rom) war ein Diplomat und Politiker im Königreich Italien, der unter anderem zwischen 1878 und 1879 Ministre plénipotentiaire im Fürstentum Rumänien, von 1879 bis 1881 Geschäftsträger und Gesandter in Argentinien sowie zwischen 1881 und 1901 zwanzig Jahre lang Gesandter in den Vereinigten Staaten war. Er gehörte ferner von 1898 bis zu seinem Tode dem Senat an.

## Leben

### Studium, Eintritt und Verwendungen im konsularischen und diplomatischen Dienst
Francesco Saveria Fava war eines von sechs Kindern von Francesco Fava und Nicoletta Paoletta Profitti, absolvierte ein Studium der Rechtswissenschaften an der Universität Neapel, welches er mit der Laurea  abschloss. Am 3. Dezember 1851 trat er als Anwärter in den konsularischen Dienst des Außenministeriums des Königreichs beider Sizilien und wurde am 23. Mai 1853 zunächst Vizekonsul in Algier, am 18. Dezember 1855 in Genua, am 30. Juni 1857 in Triest, am 16. März 1859 in Marseille, ehe er schließlich am 21. September 1859 Vizekonsul in Malta wurde. Für seine Verdienste wurde er im November 1859 Ritter der Orden Franz I. des Königreichs beider Sizilien. Nach seiner Beförderung zum Konsul Zweiter Klasse am 23. November 1859 wurde er nach Smyrna und danach am 20. Juni 1860 nach Turin, der Hauptstadt des Königreichs Sardinien, sowie schließlich am 16. August 1860 an die Gesandtschaft im Königreich Bayern mit Sitz in München versetzt.
Nach Ausrufung des Königreichs Italien am 17. März 1861 wurde er in den diplomatischen Dienst des nunmehrigen italienischen Außenministeriums übernommen. Nachdem er am 18. Mai 1862 seine Beförderung zum Legationssekretär Erster Klasse erhalten hatte, wurde er am 6. August 1862 an die Gesandtschaft in der Schweiz versetzt und dort am 18. Oktober 1863 Ritter des Ordens der Heiligen Mauritius und Lazarus. Am 19. November 1864 wechselte er an die Gesandtschaft im Königreich der Niederlande und war dort bis zum 6. Februar 1868 tätig. Während dieser Zeit wurde er 1867 Mitglied der neu gegründeten Italienischen Geographischen Gesellschaft. Daneben wurde er am 17. Juni 1867 Ritter des Ordens vom Niederländischen Löwen und kurz darauf am 3. Oktober 1867 auch Offizier des Ordens der Heiligen Mauritius und Lazarus sowie am 30. Dezember 1867 zum Legationsrat befördert.

### Gesandter in Rumänien, Argentinien und den USA sowie Senator
Nach einer kurzen Verwendung vom 6. Februar bis zum 30. August 1868 an der Gesandtschaft im Osmanischen Reich, löste Fava am 30. August 1868 Romano Suzinno als Konsul im Fürstentum Rumänien mit Sitz in Bukarest ab und war nach zehnjähriger Verwendung als Konsul vom 27. Oktober 1878 bis zum 7. September 1879 Ministre plénipotentiaire im Fürstentum Rumänien. Für seine Verdienste wurde er im Dezember 1868 mit dem osmanischen Osmanié-Orden ausgezeichnet und am 23. Januar 1878 zudem Kommandeur des Ordens der Heiligen Mauritius und Lazarus. Am 3. Juli 1879 wurde er zwar als Nachfolger von Alessandro Fè d’Ostiani für den Posten als Gesandter im Kaiserreich Brasilien nominiert, trat diesen allerdings nicht an. Stattdessen wurde er nach der Abberufung des bisherigen Gesandten Federico Costanzo Spinola am 7. September 1879 zunächst Geschäftsträger und nach seiner Beförderung zum Gesandten Zweiter Klasse am 23. Mai 1880 außerordentlicher Gesandter und bevollmächtigter Minister in Argentinien. Er verblieb auf diesem Posten bis zum 31. Juli 1881.
Als Nachfolger von Alberto Blanc übernahm Saverio Fava, der auch Barone und Patrizio di Amantea war, am 31. Juli 1881 den Posten als Gesandter in den Vereinigten Staaten. Er verblieb fast zwanzig Jahre bis zu seinem Eintritt in den Ruhestand am 9. Mai 1901 auf diesem Posten, woraufhin Edmondo Mayor des Planches seine dortige Nachfolge antrat. Während dieser Zeit wurde er am 12. Oktober 1891 als Inviato straordinario di I classe zum Gesandten Erster Klasse befördert und war in Washington, D.C. zeitweise auch Dekan des dortigen diplomatischen Korps.
Am 17. November 1898 wurde Fava, der auch Träger des Komturkreuzes des Ordens der Krone von Italien war, zum 
Senator des Königreiches ernannt und gehörte diesem vom 24. November 1898 bis zu seinem Tode am 2. Oktober 1913 an. Für seine langjährigen Verdienste wurde ihm durch Königliches Dekret vom 7. Juli 1901 der Titel eines Conte zuerkannt und am 28. Juli 1901 erfolgte auch die Ernennung zum Großoffizier des Ordens der Heiligen Mauritius und Lazarus. Zuletzt wurde ihm am 9. August 1910 zudem der Ehrentitel eines Botschafters verliehen. Aus seiner Ehe mit Natalia Volterra ging der Sohn Francesco Renée hervor.